# Трагакант

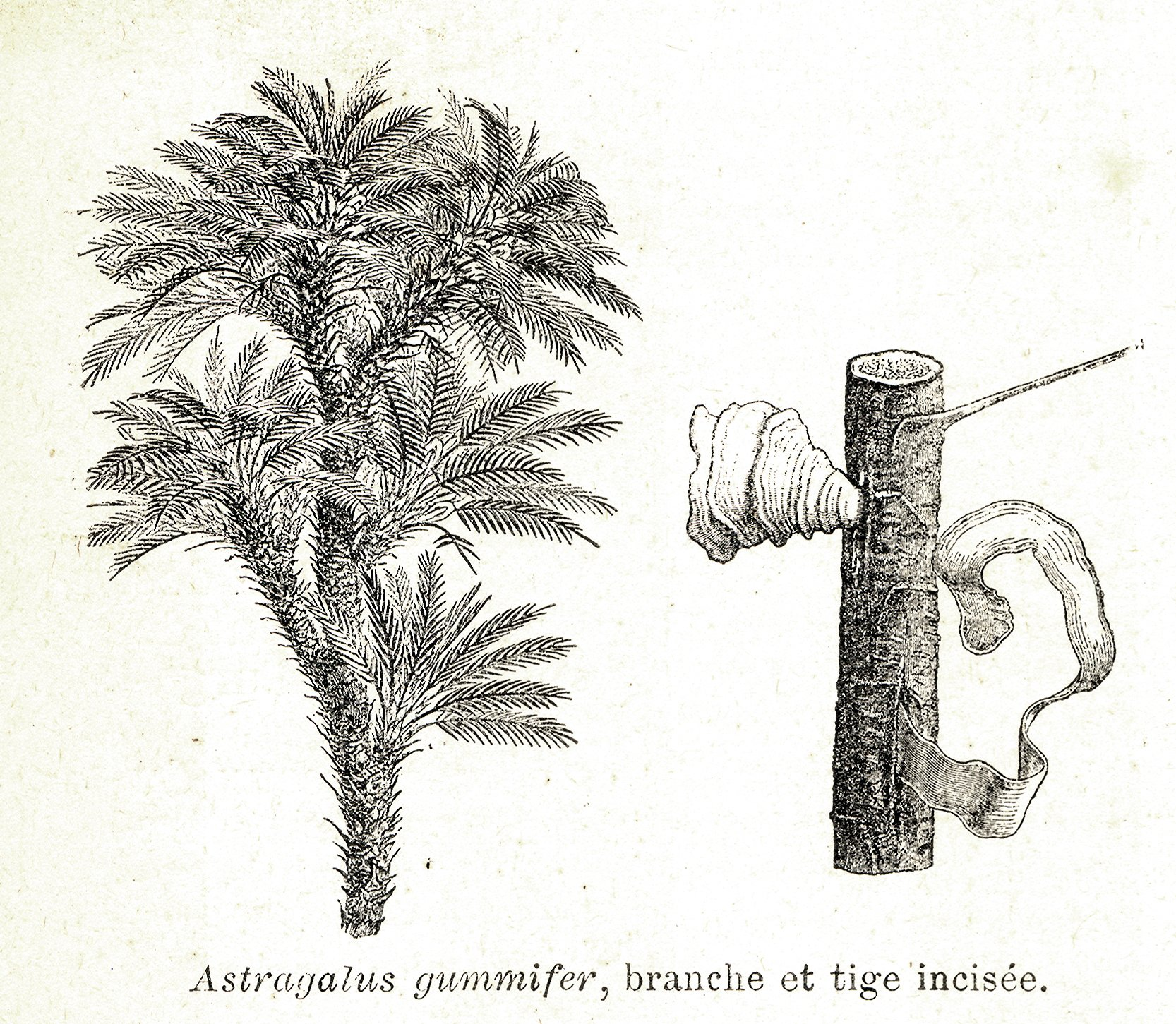
Astragalus gummifer. Ботаническая иллюстрация из энциклопедии Dictionnaire encyclopédique de l'épicerie et des industries annexes (1904)

Трагака́нт — высохшая на воздухе камедь (гуммитрагакант, лат. Gummi Tragacanthae), которая вытекает из трещин или надрезов стеблей или ветвей некоторых растений рода Астрагал (Astragalus) семейства Бобовые (Fabaceae) в результате перерождения клеточных стенок паренхимы сердцевины и сердцевинных лучей.
Трагакант состоит из малорастворимого, сильно набухающего в воде бассорина (60—95 %) и водорастворимого арабина (3—10 %), продуктов превращения полисахаридов и образующихся из них камедевых кислот. Стенки клеток сердцевины и сердцевинных лучей (особенно первичных) легко ослизняются; сначала они набухают и сильно утолщаются, причём протоплазма, зёрна крахмала и другие включения клетки не претерпевают существенных изменений. По мере того как этот процесс захватывает всё больший участок тканей, включая прилегающие паренхимные клетки, вся ткань приобретает вид бесструктурной массы. Возрастающее внутреннее давление влечёт образование продольных трещин на поверхности ствола, и когда трещины достигнут сердцевинных лучей, слизь выступает наружу густыми каплями. Повреждения тканей естественные (ветер, глубокие трещины коры и т. п.) и искусственные (обламывание веток, обкусывание при пастьбе, надрезы и уколы при добывании трагаканта) вызывают ускорение и усиление камедетечения. На воздухе слизь быстро застывает. Образование камеди рассматривают как защитную реакцию растения при повреждениях покровных тканей против проникновения инфекции внутрь и как способ накопления и сохранения влаги.
Виды астрагала, выделяющие камедь (так называемые «трагакантовые астрагалы»), относятся к подроду Tragacantha. Большей частью это колючие кустарники с большим количеством ветвей, которые иногда имеют подушкообразную форму. Общее число видов, относимых к трагакантовым астрагалам, — более двухсот; они распространены в Евразии (большей частью в горах Западной и Средней Азии), а также в Северной Африке.
Название трагакант происходит от греческих слов tragos («козёл») и akantha («шип, колючка»).
Наиболее известные астрагалы-камеденосы, встречающиеся на территории России и сопредельных стран:
- Astragalus adscendens — Астрагал приподнимающийся
- Astragalus densissimus — Астрагал плотнейший
- Astragalus gummifer — Астрагал камеденосный
- Astragalus piletocladus — Астрагал густоветвистый
- Astragalus pyenocladus — Астрагал густоцветковый

Самым крупным поставщиком трагаканта на мировой рынок является Иран.
При сборе трагаканта делают продольные или поперечные надрезы или уколы, камедь вытекает наружу и затвердевает на воздухе. Вдоль линии надреза выдавливаются новые количества слизистой массы и, застывая, образуют слоистые лентовидные или серповидно-изогнутые белые, просвечивающие полоски (так называемый «листовой трагакант»). Толщина кусочков трагаканта 1—3 мм. При сильном и быстром камедетечении образуются клубнеподобные массы. При естественных повреждениях трагакант затвердевает в разнообразных по форме комках желтоватой или буроватой окраски.
Трагакант используют в медицине как эмульгатор и как связывающее вещество при производстве таблеток, пилюль и лепёшек; в текстильной промышленности — при ситцепечатании для сгущения красок, для аппретуры шёлковых, кружевных и других тканей; в кондитерском производстве. Низшие сорта употребляют в производстве обуви (проклейка подошв для придания им блеска), спичек, пластмасс, клея, акварельных красок, чернил, карандашей, парфюмерии и т. д.